# ولسوالی ازره
اَزره یکی از ولسوالی‌های ولایت لوگر در خاور افغانستان است. جمعیت آن در سال ۲۰۰۶ میلادی، ۱۴،۵۵۰ نفر اعلام شده‌است.

## منبع‌ها
1. ↑   «جمعیت‌شناسی و جمعیت ولایت لوگر» (PDF). هیئت معاونیت ملل متحد در افغانستان. وزارت احیا و انکشاف دهات افغانستان. دریافت‌شده در ۱۶-۱۲-۱۳۹۰. تاریخ وارد شده در |تاریخ بازدید= را بررسی کنید (کمک)